# Gołuchów (Groot-Polen)
Gołuchów is een dorp in de Poolse woiwodschap Groot-Polen. De plaats maakt deel uit van de gemeente Gołuchów en telt 2000 inwoners.

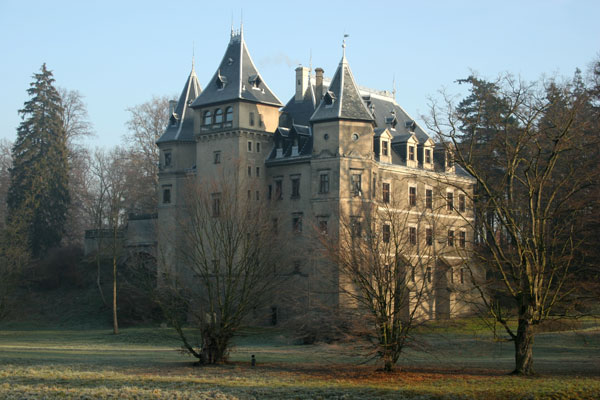
Kasteel bij Gołuchów